# Ezekiel Turner
Ezekiel Turner (Pasadena, 9 giugno 1996) è un giocatore di football americano statunitense che milita nel ruolo di linebacker per gli Houston Texans della National Football League (NFL).

## Carriera

### Arizona Cardinals
Al college Turner giocò a football giocò a football a Washington. Dopo non essere stato scelto nel Draft NFL 2018 firmò con gli Arizona Cardinals. Nella sua prima stagione disputò tutte le 16 partite, chiudendo terzo nella NFL con 16 tackle negli special team e venendo inserito nel PFWA All-Rookie Team come special teamer.
Il 13 settembre 2020, nel debutto stagionale, Turner bloccò un punt di Mitch Wishnowsky dei San Francisco 49ers nel primo quarto. Il compagno di Turner Dennis Gardeck recuperò il pallone e lo ritornò per cinque yard.
Il 20 dicembre 2020, nella settimana 15, Turner bloccò un altro punt contro i Philadelphia Eagles nel primo quarto. Il pallone rotolò fuori dalla linea delle 6 yard degli Eagles. Nel quarto periodo, su una situazione di quarto down e 2 yard, Turner ricevette un passaggio da 26 yard dal suo punter Andy Lee, dando il primo down ai Cardinals.
Il 19 aprile 2021 Turner firmò un nuovo contratto di un anno con Arizona. Il 13 ottobre 2021 fu inserito in lista infortunati per un problema a una spalla. Tornò nel roster attivo il 17 gennaio 2022.
Il 18 marzo 2022 Turner rifirmò con i Cardinals.
Il 15 marzo 2023 Turner firmò un nuovo contratto di un anno con i Cardinals.

## Palmarès
- PFWA All-Rookie Team - 2018